# 天外魔境II 卍MARU
『天外魔境II 卍MARU』（てんがいまきょうツー まんじマル）は、1992年3月26日にハドソンから発売されたPCエンジンSUPER CD-ROM²用ロールプレイングゲーム。移植・リメイク版は『天外魔境II MANJI MARU』（てんがいまきょうツー マンジマル）のタイトルで発売されることが多い。

## 概要
『天外魔境 ZIRIA』（1989年）の続編であり、架空の国ジパングを舞台にした『天外魔境シリーズ』の第2作目。「火の一族」の末裔である主人公の「戦国卍丸」を操作し、暗黒ランとそれを操る「根の一族」を倒す事を目的としている。CD-ROMを採用し、オーケストラの音楽、声優による音声、ムービーなどが収録され話題となった。発売当時は「30分に一度は大きなイベントが発生する」という触れ込みで宣伝していた。キャッチコピーは「わが道に敵なし」。
開発はハドソンおよびレッドカンパニー、アルファシステムが行い、前作から引き継ぐ形で清水始がプロデューサー、企画・監修を広井王子が担当、ディレクターは『桃太郎伝説』シリーズなどを手掛けた桝田省治が担当、音楽は久石譲および福田裕彦が担当、作画監督は辻野寅次郎、キャラクター・デザインは天城秀行が担当した。
2003年にニンテンドー ゲームキューブとPlayStation 2、2006年にニンテンドーDSでリメイクされたほか、2008年7月31日発売のPSP用ソフト『PC Engine Best Collection 天外魔境コレクション』にPCエンジン版（ただし、一部過激な表現に修正が加えられたもの）が収録されている。2011年3月17日にはゲームアーカイブス（PSP・PS3）で配信された。
PCエンジン版はゲーム誌『ファミコン通信』の「クロスレビュー」にてゴールド殿堂を獲得した。後に続編となるPlayStation 2用ソフト『天外魔境III NAMIDA』（2005年）が発売された。1992年に発売された同名のサウンドトラックCDについては#サウンドトラックを参照。

## 世界観

### 火の一族と根の一族
今作には前作から登場していた火の一族の他に「根の一族」と呼ばれる者が登場する。この二者は1000年前に大規模な戦争を繰り広げ、最終的には火の一族がかろうじて勝利を収めた。しかし根の一族も完全に滅んだわけではなく、復活の機会を待っていたのである。
根の一族の中でも特に知識と技術に優れた、「イヒカ」と呼ばれる民達がいた。イヒカは根の一族であったが、その知識と技術が戦争に用いられることを嘆き、戦中から戦後にかけてその技術を一般の人々に伝えた後人知れず山奥に隠れ住んだ。そのため本作の世界の中には時代的な雰囲気とはかけ離れた物が存在することがある。また、作中のほとんどの巻物は天狗から貰うという形で入手するが、この天狗も以前は根の一族に属していた。

### 暗黒ラン
根の一族が世界征服を目論んだ際に使用した巨大な花が「暗黒ラン」である。暗黒ランは一般の人々の生気を吸い取る一方、根の一族に対しては戦意高揚剤を散布するという側面を持っている。1000年前の戦争においては暗黒ランは7本出現したが、それらはすべて火の一族の7本の聖剣によって封印された。作中ではこのほかに、暗黒ランの根が国境などで地表に現れ人々の往来を妨げている。ちなみに暗黒ラン本体よりも根が高く伸びているらしく、暗黒ランの根は空を飛べる乗り物に対しても壁として働いている。

### 聖剣
1000年前の戦争の際、火の一族は暗黒ランを封印するために7人の勇者がそれぞれ聖剣を打ち、根の一族との戦いで用いた。それぞれの聖剣にはそれを打った場所と打った人の名前が付けられている。
- 法水院紅丸
- 妙院カラス
- 船海宮義経
- 大霊院女彦
- いろは宮静
- 鳥居堂三郎
- 蛇光院松虫

これらの聖剣が打たれた7つの神殿の名前はすべて作中にも登場している。
- 法水院 - 近江の大江山の奥にある。
- 妙院 - 伊勢の奈良村の隣にある寺院。
- 船海宮 - 安芸の海に浮かぶ島々の中の1つ。
- 大霊院 - 近江にある火の都にある2つの神殿の内の1つ。卍丸は作中こちらで自ら剣を打つ。
- いろは宮 - 吉備の火刃村の北。
- 鳥居堂 - 浪華に存在したがすでに失われている。
- 蛇光院 - 近江にある火の都にある2つの神殿の内の1つ。

聖剣を打つ際、打った人は生命力を大きく消費する。それはその剣に自らの魂を吹き込むためであり、本人の生命力（作中では「体」の値）は剣の切れ味にも影響を及ぼす。本作では終盤に卍丸が自ら打った「大霊院卍丸」の攻撃力が卍丸自身の生命力に依存している。

## あらすじ
宇宙の創造主は二人の神を産み出した。二人の神・マリとヨミは主の手から離れた後、この宇宙で最も美しい地に何者にも屈せぬ強き命を産み落とすため、ふさわしい地を探して悠久の時間と空間を旅していった。やがて二人は生命に満ち溢れた青い星を見つけその星に降り立ち一つの世界を創造した。後に人々はその世界を「ジパング」と呼ぶようになる。
平和で美しいジパングにある時「暗黒ラン」と呼ばれる地底国「根の国」に咲く巨大花が出現した。根の国の王・ヨミは暗黒ランの茎を伝って地上に現れ、根の一族達を操り瞬く間にジパングを制圧していった。ジパング全土が侵略されるかと思われたその時、何処からともなく「火の一族」が現れて怪物達に闘いを挑んだ。火の一族と根の一族の闘いは数千日の長きに渡り、激しい闘いの末根の一族を倒し、七本の聖剣の力でヨミと暗黒ランを地下深くに封じ込めたが火の一族も闘いの中で滅んでしまった。
千年の平和な時が流れ、人々の記憶から暗黒ランが忘れ去られ火の一族も伝説の存在となった頃、ジパング西方・大和地方の支配者・タイクーンが、暗黒ランとその封印である7本の聖剣の存在を知り、ヨミと暗黒ランの力を利用しジパング全土を支配するべく7本の聖剣を抜き取り封印を解こうと企んでいた。
火多国・白川村に火の一族の末裔である「戦国卍丸」という少年がいた。村中の子供達を子分に持つガキ大将の彼は隣村・高山村で開かれる高山祭を見るために子分数人を引き連れて高山村に出かけていった。

## 登場人物

### 火の一族
戦国卍丸（せんごくまんじまる）
声 - 伊倉一恵
本作の主人公で、火の一族の末裔である少年。15歳。父は根の一族に殺され、母・お春（おはる）との2人暮らしで育った。火多の白川村のガキ大将だが、子分は白川村に留まらず、高山村、牛首村にもいる。村の衆からはイタズラ坊主として迷惑がられていた。しかし村一番の母には男衆は敵わず、適当にあしらわれてしまう。オープニングや暗黒ラン討伐や絹との説得のイベントで喋ることがある。
主人公らしくオールマイティな戦闘能力を持つ。戦闘で卍丸が倒されると自動的に敗走となる。身長162cm、体重52kg。A型。
カブキ団十郎（カブキだんじゅうろう）
声 - 山口勝平
自称「ジパング一の伊達男」。19歳。尾張のヘビ仙人の弟子。自分が目立つために根の一族と戦う。自分の都合で勝手に仲間に加わったり外れたりする極端なエゴイスト。おまけに女好きの派手好きで、使用する術も効果より見た目優先。しかしその実力は高く、人並み以上の情の持ち主でもあり、自らをかばった三太夫の犠牲を目の当たりにしたことで、最終的には戦う動機が「目立つため」から「根の一族に対する怒り」に変わっている。途中、イベントでパーティから離脱するが、そこかしこで悪行をしている（女を見境なく口説いたり、勝手に天狗から巻物を盗み出したり）為、いない方が、存在感がある。身長176cm、体重63.5kg。B型。前作のメインキャラクターである大蛇丸は兄弟子にあたる。
極楽太郎（ごくらくたろう）
声 - 赤星昇一郎
1000年前の火の一族と根の一族との戦争の生き残り。1024歳。越前の押水村出身。恋人の人魚「千代（ちよ）」の涙を飲むことにより1000年の寿命を得るも、その罪により人魚らの手で992年もの間投獄されていた。非常に大柄な人物で、その体型から着けられる装備品は少ない。1000年前は主に、千代が装備品をあつらえていたとのこと。体型も大きいが怪力もすさまじく、卍丸にはどうにもできない岩を軽くぶっ飛ばすことができる。しかし人魚村に投獄された檻には、特殊な封印がかけられ、さすがの怪力でも脱獄出来なかった。投獄されている間の解放されるまでの300年間、一切声を出さなかったという証言がある。他には油（作中では「燃える水」）を口に含ませて火を噴いて敵を攻撃する特技がある。道具を卍丸・カブキより3つ多く持つ事が出来るが、術を使うことは苦手で技の値はほとんど増えない。身長208cm、体重202kg。O型。
絹（きぬ）
声：井上あずみ
本作のヒロインで、鬼族の父と火の一族の母を持つ薄幸の少女。14歳。父は鬼族の首領・酒天童子（しゅてんどうじ）、母は火の一族の血を引く綾（あや）。両親の死が原因で敵を傷つけることを極度に恐れ、「純潔の鎖（じゅんけつのくさり）」と呼ばれるアイテムで両手を縛り、直接攻撃・攻撃系の術を自ら封印する。攻撃系術の効果を持つ武具を使用したり、乗り物の攻撃能力を使用したりすることは可能。白銀城で吹雪御前の発言から両親の死の真相を知り激昂。封印を解き本当の名前表記が鬼怒ということを明かし吹雪御前を惨殺。我に返ったあと鬼の力を見せたことを悔やみ、卍丸達を外へ転送し崩壊する白銀城と運命を共にしようとするが、引き返してきた卍丸の言葉で思い直す。以後は攻撃系の行動や新たな奥義も可能になる。道具は3つしか持てないが、巻物は多く持つことができ技の値も多い。身長153.5cm、体重38kg。AB型。
1000年前の火の勇者
紅丸
声 - 池田秀一
「獅子王」の異名を持つ火の勇者。
カラス
声 - 青野武
「闇の剣士」の異名を持つ。元根の一族で天狗の頭領。
義経
声 - 山田栄子
「水の貴公子」の異名を持つ。
女彦
声 - 銀河万丈
「火の巨人」の異名を持つ。
静
声 - 小山茉美
「火刃の女王」の異名を持つ。
三郎
声 - 藤田淑子
「浪華の火の玉小僧」の異名を持つ。イヒカの改造手術で力を得た。
松虫
声 - 潘恵子
「悲恋の鬼百合」の異名を持つ。

### 根の一族
悪の三博士
声 - デーロン博士：永井一郎、デロレン博士：宮内幸平、ベーロン博士：内海賢二
根の一族の神ヨミの側近の三博士。キリスト教の東方の三博士が元ネタ。3人とも根の一族の末裔イヒカの住む村の出身で、ヨミの復活という野望のため戒めを破り村を出た。デーロン博士がエレクトロニクス担当、デロレン博士がバイオニクス担当、ベーロン博士がマジック担当。
死神兄弟
声：キバ王 - 銀河万丈、ツメ王：赤星昇一郎、ツノ王：矢尾一樹
鬼骨城城主。全身が骨の姿をした三人兄弟。ベーロン博士による秘術で3人が合体すると死神将軍となる。
菊五郎
声 - 千葉繁
密林城城主。ナルシスト且つバイセクシャルな人物。カブキに負けず劣らずの派手好みであり、「ジパング一の伊達男」の称号を賭けた変化合戦を挑む。本来は根の国の役者で、戦闘に関しては素人。
はまぐり姫
声 - 潘恵子
幻夢城城主。ヨミ自らが創造した美しき姫将軍だが、真の姿はかなりおぞましい。元は人間になりたがっていた人魚。根の一族の「人間にしてやる」という甘言に騙され、はまぐりの化け物にされてしまった悲劇が後に明らかになる。「ワダツミ五人衆」という部下がいる。ヨミ討伐後は、生き返った様子である。
マダム・バーバラ
声 - 藤田淑子
砂神城城主。デューク・ペペと夫婦であり、女王アリのような姿をしている。
デューク・ペペ
声 - 八奈見乗児
砂神城城主。妻のマダム・バーバラに比べ身体が遥かに小さく、特技は回復術。バーバラが倒された後は砂神城から逃走し、根の一族の刺客から追われつつ打倒の機会を伺っていた。後に根の一族に捕縛され、本人の希望により身体を機械化し、新たに授かった鋼鉄城にて戦う。逃走中に、卍丸に対する怨念の余り、狂気の沙汰ともいえる歪んだ愛情を抱く様になる。鋼鉄城で倒された際、絹の潜在能力を見抜いていたとも取れる台詞を残して死んでいった。
地獄釜の肉助
声 - 内海賢二
暗闇城城主。根の国の料理人。人を豚に変える能力を持ち、豚になった人間を毎日食べている。オカマ口調で自らを「ニック」と呼んでいる。変身態はイノシシの化け物。
右のガーニン
声 - 矢尾一樹
魔海城城主。海賊のような格好をした男で、右の義手一本で将軍に上り詰めた。それ故か自身の右腕を偏執的なまでに愛し、語りかける奇癖がある。変身態は体が蟹に似た機械生命体。
百貫丸
声 - 銀河万丈
非常に力の強いマンモスのような男。好色で残忍。吹雪御前の部下。
吹雪御前
声 - 山田栄子
白銀城城主。冷酷無比な性格の女性。絹の母と卍丸の父を殺害した張本人。殺めた人間の顔面を剥がし、自らの顔面に貼り付ける事で本人に変装する事が出来る。絹の母親に化けて彼女を誘い出し、白銀城にて正体を表わして自らが絹の母・綾を殺した事を告白。氷漬けにした卍丸もろとも殺してやると嘲笑していたものの、冷酷なやり口で欺かれた怒りに駆られて内なる鬼の力を解放した絹に腕を引き裂かれて恐怖と共に圧倒され、悲鳴をあげながら命乞いし卍丸たちに助けを求めるものの、容赦なく殺害された。ボスとしては戦わない唯一の城主。
剛天明王
声 - 内海賢二
地獄城城主。根の一族最強の戦士。ヨミの半分の力を持ち、1000年前に7人の火の勇者と激戦を繰り広げた実力者。大江山にて戦った「名無しの十八番」は彼の弟である。

### その他
百々地三太夫（ももちさんだゆう）
伊賀忍者の頭領である百々地丹波の孫娘、くの一三姉妹の総称で性格がそれぞれ違う凸凹トリオ。祖父の丹波を菊五郎の手より救出した恩返しのため、随所で卍丸達を助けてくれる。
花火
声 - 木下千鶴子
百々地三太夫の長女。火器の扱いに長けている。姉妹で一番おしとやかで天然的な性格だが、卍丸が危機を迎えていると判断したり、怒ったりすると途端に周りが目に入らなくなるほど見境がつかなくなり、気合を入れた声と共に大砲を平気でぶっ放す。それによって卍丸達が巻きこまれて黒こげになってしまうこともあるが、大砲発射の時のことはあまり覚えておらず、忽ち元の声色に戻っている。伊賀忍者の掟を重んじている。卍丸の事は「卍丸様」と呼ぶ。
まつり
声 - 高山みなみ
百々地三太夫の次女。姉妹で一番男勝りの嫌味な性格で、最初に会ったときからかなりの毒舌を吐く。何度も敵の罠にはまる卍丸を助ける際には呆れたようなセリフを吐くが、3人の中で卍丸たちを一番気にかけているのは、実はこのまつりだという。卍丸の事は呼び捨てにする。姉の花火の事は「お姉」と呼ぶ。
伊賀忍者の掟などはあまり受け入れていないが、命を賭けた者に対しては素直に認める面もある。
天外魔境 風雲カブキ伝にも序盤のみ、カブキが力尽きた際に登場した。
みこし
声 - 柿沢美貴
百々地三太夫の三女（末っ子）。非常におとなしくあまり目立たない存在。ほとんど活躍の場がなかったが、番外編の『カブキ一刀涼談』にプレイヤーキャラとして出演している。甘えん坊キャラで、優しさが前面に出ている。卍丸を「卍丸さん」と呼ぶ。
シロ
絹に常に付き従っている白い犬。絹から手紙を託され一時的に仲間となり攻撃はしないが、絹を仲間にするとそのまま同行しNPCとして参加してくれる。絹の項目通り通常攻撃は出来ないので貴重な戦力となるが、絹の体の値が低くなるとかばい、戦闘不能や自身の体（250）が無くなると攻撃してくれなくなる。とあるイベントで離脱する。
ホテイ丸
声 - 青野武
前作より引き続き登場する西洋から来た宣教師で、陽気な性格とガリガリな体格、ちょんまげ頭が特徴。前作同様メカに強く、随所で卍丸たちをサポートしてくれる。卍丸のことは“卍丸サ〜ン”と呼ぶ。
エビス丸
声 - 八奈見乗児
ホテイ丸の実兄で陽気で太った西洋人。神戸で商船の船長をやっている。卍丸のことは“アミーゴ”と呼ぶ。
足下兄弟
声 - 矢尾一樹
前作より引き続き登場する、人の足元を見た商売をするオカマの五つ子。5人とも全く同じ顔をしており、気色悪い化粧をしている。卍丸のことを“卍の大将”と呼ぶ。お金儲けのためなら多少の悪事もいとわず、前作に続きあの手この手で火の勇者からお金をむしり取ろうとしてくる。京都の居住区に妹とみられる“足下おミル”なる怪しい美女も登場するが、身元を伏せているため、あるアイテムを持っていかない限り足下姓であることはわからない。
足下おミル
声 - 白石冬美
普段は姿を簾で隠しているが、貢ぎ物をすると、それに見合った分だけ簾が開き、姿を見せてくれる。ある貢物をすると簾を全部開けることができる。
足下兄弟とは違い化粧っ気がほぼなくかなりの美人だが、その美貌を利用して様々な男にいろいろな貢物をさせているため、心中は同じぐらい貪欲だと思われる。
マントー2
声 - 千葉繁
天外シリーズ定番の馬鹿猿。馬鹿野城（うましかの城）の城主。大門教十三人衆の1人（1匹）であったが、ジライア達に敗れた後復讐のため己を鍛えていた。そのため、火の一族に対しては異常なほどの執念を持っている。必殺技はハイパー馬鹿（うましか）の術。かなりの自信家であり、負けても何度もしつこく戦いを挑んでくる。敵キャラの中では唯一プロモーションビデオが用意されている。額に「2」の字を書いているが、自ら描いたのか逆さまになっている。一人称は“俺様”。無類の酒好きだが、味はよくわかっていないようだ。
タイクーン
声 - 青野武
ジパング大和地方の支配者。ではあるがその評判は決して良い物ではなく悪評が随所で聞こえてくる。三博士たちに騙されて暗黒ランを封印していた聖剣を引き抜いて暗黒ランを復活させ、大和地方に混乱を引き起こした張本人。暗黒ラン復活後は三博士に尾張地方で石にされてしまう。『風雲カブキ伝』によるとその後は全てを捨てて貧民区で娘の桂姫と2人で暮らしている模様である。前作『天外魔境 ZIRIA』に登場したショーグンの弟である。
孤児たち
暗黒ランを封印するとその国々に孤児を保護した修験者が現れ、卍丸に引取りを依頼するようになる。プレイヤーが快諾すると孤児は白川村に送られ、卍丸の母に養育される。孤児達はすべて女の子で、機種毎に名前が違うが概ね女性アイドルの名前から引用されている。ドット絵のみで固有のグラフィックはないが、移植版では孤児を引き取ることで多少の特典がある。
天狗
根の一族だったが千年前の戦争に嫌気がさしマリに助けを求めて以来、各地のほとんどは人里離れた場所にある庵にいる天狗達。一人につき一つの巻物を所持しており卍丸達に渡してくれる。中には巻物を持っておらず、巻物一つにつき技の消費を1減らしてくれる事が出来る者や、越前以降自分勝手に別行動をしているカブキにより巻物を盗まれている者もいる。
宇宙の創造主
声 - 岸田今日子
マリとヨミを産み出し、「何者にも屈せぬ、強く新しい命を生み出す」使命を与え、遠い宇宙から2人を送り出す。その姿は描かれず、OPで白い手のみしか現れない。
ヨミ
声 - 池田秀一
宇宙の創造主の命により、宇宙の彼方よりやって来た男神。強さとは不屈の闘争心と考え、根の一族を創造した。眠っている間などは青い巨大な繭のような形状である。三博士の時間稼ぎにより、繭はだんだんと大きく成長する。OPなどでは青い巨大な玉のような形状である。
マリ
声 - 池田昌子
宇宙の創造主の命により、宇宙の彼方よりやって来た女神。強さとは他人を労わる優しい心と考え、火の一族を創造した。OPなどでは赤い巨大な玉のような形状である。最終決戦の後、卍丸たちにヨミも知らないある真実を語り聞かせる。

## 他機種版
| No. | タイトル                                       | 発売日        | 対応機種                                                 | 開発元                                               | 発売元   | メディア                                | 型式           | 備考               |
| --- | ---------------------------------------------- | ------------- | -------------------------------------------------------- | ---------------------------------------------------- | -------- | --------------------------------------- | -------------- | ------------------ |
| 1   | 天外魔境II MANJI MARU                          | 2003年9月25日 | ゲームキューブ                                           | ハドソン レッド・エンタテインメント スティング       | ハドソン | 8センチ光ディスク                       | DOL-P-GT2J-JPN | リメイク版         |
| 2   | 天外魔境II MANJI MARU                          | 2003年10月2日 | PlayStation 2                                            | ハドソン レッド・エンタテインメント スティング       | ハドソン | DVD-ROM                                 | SLPM-65401     | リメイク版         |
| 3   | 天外魔境II MANJI MARU PlayStation 2 the Best   | 2004年9月16日 | PlayStation 2                                            | ハドソン レッド・エンタテインメント スティング       | ハドソン | DVD-ROM                                 | SLPM-74208     | 廉価版             |
| 4   | 天外魔境II MANJI MARU                          | 2006年3月9日  | ニンテンドーDS                                           | ハドソン レッド・エンタテインメント 朱雀             | ハドソン | 1ギガビットDSカード                     | NTR-P-ATMJ-JPN | 売上本数：1.7万本  |
| 5   | 天外魔境II MANJI MARU HUDSON THE BEST          | 2007年3月15日 | ニンテンドーDS                                           | ハドソン レッド・エンタテインメント 朱雀             | ハドソン | 1ギガビットDSカード                     | NTR-ATMJ-JPN-1 | 廉価版             |
| 6   | PC Engine Best Collection 天外魔境コレクション | 2008年7月31日 | PlayStation Portable                                     | ハドソン レッド・エンタテインメント                  | ハドソン | UMD                                     | ULJM-05357     | PCエンジン版の移植 |
| 7   | 天外魔境II MANJI MARU                          | 2011年3月16日 | PlayStation 3 PlayStation Portable (PlayStation Network) | ハドソン レッド・エンタテインメント アルファシステム | ハドソン | ダウンロード （PCエンジンアーカイブス） | -              | PCエンジン版の移植 |
| 8   | 天外魔境II 卍MARU                              | 2020年3月19日 | PCエンジン mini                                          | ハドソン レッド・エンタテインメント アルファシステム | KDE      | プリインストール                        | -              | PCエンジン版の移植 |

### 各機種版における違い
最初に発売されたPCエンジン SUPER CD-ROM2版を基準にして違いを挙げる。
以下、PCエンジンは「PCE」及び「オリジナル」、PlayStation 2は「PS2」、ゲームキューブは「GC」、ニンテンドーDSは「DS」、PC Engine Best Collection は「PBC」、ゲームアーカイブスは「GA」、PlayStation Portable・PlayStation 3はそれぞれ「PSP」・「PS3」、PCエンジン miniは「mini」と表記する。

#### 移植版全般
仕様変更
各ゲーム機の特性やユーザインタフェースの変化を主とした変更点。
- セーブファイル数が増えている（PCE版では5箇所。ただし『天の声バンク』などにバックアップすることが可能）。
  - PS2・GC版：メモリーカード1枚につき30個。
  - DS版：ソフト1つにつき8箇所。
  - PBC版：メモリースティック1枚に、プレイ中断データひとつと5箇所のセーブデータ（PCE版と同様のセーブファイル）が、PSP用セーブデータとして一箇所にまとめて管理される。セーブデータを読み込んだあと、プレイ中断データを読み込まないという選択をすると、PCE版同様の方式でプレイできる。
  - GA版：「バックアップRAM」に保存できるセーブデータ（PCE版と同様のセーブファイル）が5箇所用意されているほか、それとは別でGA向け「セーブデータ」（バックアップRAM含め、ゲームの状況を自由に保存できる）が5つまで作成できる。前者のセーブデータ（バックアップRAM）のみを利用することで、PCE版同様の方式でプレイできる。なお、後者のセーブデータはPS3・PSP間でコピーすることができない。
  - mini版：「ゲーム内セーブデータ」に保存できるセーブデータ（PCE版と同様のセーブファイル）が5箇所用意されているほか、それとは別でmini独自の機能として「カンタンセーブ」（ゲーム内セーブデータ含め、ゲームの状況を自由に保存できる）が4つまで作成できる。前者のゲーム内セーブデータのみを利用することで、PCE版同様の方式でプレイできる。

- PBC・GA・mini版を除き、「つづきから」でセーブデータの詳細を見ることができない（仲間の段など、一部データは確認可能。その代わりか、PS2・GC版ではセーブした日付が表示される）。

表現規制による変更
PCE版の発売当時と現在では倫理基準が異なり、またCEROの審査において主に「CERO：A（全年齢対象）」または「CERO：B（12才以上対象）」ソフトとして発売されているため、残酷描写や過激なエピソードなどがカット、または変更されている。また版権問題に引っかかると思われる名称なども同様の措置が取られている。なおminiは「CERO：D（17才以上対象）」となっているため、従来の移植と比較してほとんど変更はない。
- PS2・GC・DS・PBC・GA版ではタイトルの「卍MARU」が「MANJI MARU」に変わっている（“卍”がハーケンクロイツと混同されることを避けるため）。また本編中では、フォントの「卍」はそのまま使われているが、デモなどの「卍」は変更・削除されている。mini版はオリジナルのまま。
  - オープニングデモで「FAR EAST OF EDEN」の次に表示される「卍MARU」が、PS2・GC・DS版では「MANJI MARU」に変更され、PBC・GA版では何も表示されない。
  - オープニングデモで「卍」のデザインが縮小していく部分が、PS2・GC版ではデモの尺を短くしてカットされ、DS版では「火の紋章」に、PBC・GA版では真っ白な画面（長方形の形に縮小し、暗転）に変更されている。

- 馬瀬村の庄屋2階の女性のセリフ「ちょっとね 頭が××××らしいのよ」がPS2・GC・DS版では「カン違いが ものすごいらしいのよ」に、PBC・GA版では「ちょっとね 勘違いがすごいらしいのよ」に差し替えられている。mini版はオリジナルのまま。
- 長篠町の農夫のセリフ「根の一族にキンタマ食われたんじゃねぇのか!!」がPS2・GC版では「根の一族に急所でもとられたんじゃねぇのか!!」に、DS版では「根の一族にタマタマ食われたんじゃねぇのか!!」に、GA版では「根の一族に大事なものとられちゃうぞ」に、mini版では「根の一族に××食われたんじゃねぇのか!!」に差し替えられている。PBC版はオリジナルのまま。
- mini版では、福島村の子どものメッセージの文言が「ボケじじい」から「ごろうじん」に変更されている。PS2・GC・DS・PBC・GA版はオリジナルのまま。
- PS2・GC・DS・PBC・GA版では弁天様の胸に浮き上がっていた乳首の影が消えたほか、このうちPS2・GC・DS版は会話後の宿泊がカットされた。mini版はオリジナルのまま。
- すべての移植版において、敵キャラクター「闇の乙姫」の乳首のグラフィックが削除されている。
- 装備品である「抗夫の腹巻」がPS2・GC・DS版では「鉱山腹巻」に変更されている。ただしPBC・GA・mini版ではオリジナルのまま。
- 馬鹿野城にあった「酒」が、PS2・GC版では「甘酒」、DS版では「梨水」、PBC・GA版では「水」に変更されている（実際は村人の小便が混ざっているが酒も混ざっている。それが分かる前の段階で未成年である卍丸らが飲むこともできるために変更されたものと思われる）。しかし鹿野村の村人の台詞ではマントーに没収されたものは「酒」のままになっている。mini版ではオリジナルのまま。
- 浜田村において村人が食べた豚は、人間が豚の姿に変えられたものだが、PS2・GC・DS・PBC・GA版ではそれが「死霊銀バエ」が豚にされたことになっている。しかし当該のテキストしか変更されていないため他の人物の台詞との間で矛盾が発生している。mini版ではオリジナルのまま。
- 神戸村の墓を調べると表示された、他のメーカーのゲームキャラクターのパロディである「麻里魚」（マリオ）、「呂戸」（ロト）、「亜土留」（アドル）という名前がPS2・GC版では削除、DS・PBC・GA版では変更されている。mini版ではオリジナルのまま。
- PS2・GC・DS・PBC・GA版では絹が吹雪御前を惨殺するシーンにおいて腕をちぎる、顔を半壊させるという残虐表現が抑えられている。mini版ではオリジナルのまま。
  - PS2・GC版：新規に作画されたアニメーションによって構図や演出が変更されており、見えない力で締め付けているような、PCE版とはまったく異なる表現となっている。
  - DS版・PBC・GA版：PCE版のグラフィックを使用しているが、腕がちぎられる寸前のグラフィックで止まり、腕が引っ張られて袖の布が破れるにとどまる（そのシーンに伴う出血は規制されていない）。その後の腕の断面が見えるシーンでは、当該部分のドットが全面的に描き換えられ、傷や布の破れが緩和されている。また、PBC・GA版では同シーンにおけるスクロール描写が削除されており、アニメーションの進行に若干の影響を与えている。

- PS2・GC・DS・PBC・GA版では7本目の暗黒ランを斬り、秋芳洞を出た後のホテイ丸のセリフがカットされている。mini版ではオリジナルのまま。
  - PS2・GC・DS版ではテキスト・音声ともに「ジーザス!!ガッデム!!」のみで、そのあとの「サノバビッチ!!」がなくなっている。
  - PBC・GA版はテキストで「ジーザス!!ガッデム!!」と表示されるのみで、「ジーザス!!ガッデム!!サノバビッチ!!」という音声セリフは丸ごと無音になっている（PCE版のプログラムをエミュレートしているので、一括りの音声データ単位でしか処理できなかったため）。

- ポケモンショックを原因とした規制にあわせて、画面の点滅表現を変更している。
  - PS2・GC版は画面のポリゴン化や新規制作されたアニメーションにあわせて、点滅表現そのものを各個に変更。
  - DS・PBC・GA・mini版はPCE版のグラフィックを再現しているが、点滅する画面範囲の制限や、画面切り替え速度の抑制、点滅そのものの削除などで対処しており、GA・mini版は特に顕著である。

素材に起因する変更
PS2・GC・DS版では一部の音声台詞などがPCE版と違うものになっている。これは天外魔境シリーズが沈黙していた間にハドソンは本社の引越し等により当時の製作データを紛失したため、岩崎が保管していたマスターアップROMおよび8mmMTのオーディオデータとバックアップソースを利用してリメイク作業を行ったが、データの読み取り自体が困難で、完全に読み出せた物が製品版ではなく別テイク版であったためである（PBC・GA・mini版はPCE版のプログラムデータをエミュレータで動作させているため、相違点はない）。主な違いは以下のとおり。
- マントー2の音声にあった千葉によるアドリブがカットされている。
- 縁切洞における地獄釜の肉助の台詞で異なるテイクのものが使用されており、しゃべり方や演技が違う。
- DS版のみ、百貫丸の台詞で異なるテイクのものが使用されており、しゃべり方や演技が違う。

その他の変更点（PBC・GA・mini版を除く）
- 4人の火の勇者のテーマ曲について、CD音源と内蔵音源の2種類が存在していたが、音源が統一されたことにより一種類となっている。ただし、PS2・GC版は卍丸のテーマのみ2種類が用意されている（内蔵音源版にはアレンジが施されている）。
- 菊五郎のテーマ曲「ナルシストのテーマ」について、PCE版で菊五郎が最初に登場する際に流れる鳴り始めの部分が切れているものをアレンジャーに渡して編曲してしまったため、アレンジ版の曲ではすべて鳴り始めが切れた状態となっている。

#### PS2・GC版
ゲーム機のスペック向上に合わせて3D化によって再構築され、ユーザーの嗜好の変化を考慮してゲームバランスの変更などが行われている。
グラフィック
2Dだった背景がポリゴンによって3D化されている。またPCE版においてプログラムによりアニメーション処理されていたデモシーンはデジタルアニメで作成してムービー化された映像が再生される（主にシネスコサイズだった映像を4:3のスタンダードサイズに変更したため、構図が変わっている部分も多い）。その他に通常の戦闘シーンにおいて背景のグラフィックや敵キャラクターのアニメーション処理が追加され（これによりPCE版では見えなかった敵キャラクターの足元部分も追加されている）、特殊コマンドの「砲撃」などにも専用のグラフィックによるエフェクトが追加されている。
音楽（BGM）
CD音源だった曲はほぼそのまま収録されているが、PCEの内蔵音源である波形メモリが使用されていた曲は音源を変えてアレンジされている（アレンジャーは林茂樹）。ちなみに戦闘の突入時に流れるジングルはGC版ではステレオだが、PS2版ではモノラルになっている。
効果音（SE）
波形メモリが使用されていたSEは全て新しいものに変更されている。CD-DAやADPCMによる効果音はそのまま使用されているものが多い。
ロード（読み込み）
PCE版の発売当時は競合する他のゲーム機がロード時間を感じないロムカセットだったこともあり極限までロード回数を抑えるように作られていたが、リメイク版では頻繁にロードし、その際、読み込み中を示す「卍」をモチーフにしたロゴが回転表示される。GC版の方がPS2版に比べて若干ロード時間が短い。
難易度、ゲームバランス
レベルアップに必要な「徳」（経験値）が低く設定され、また一部の例外を除いて敵から獲得できる金額が1.5倍（小数点以下切捨て）になっている。

これらの変更により、PCE版よりも難易度が下がったことが、旧来のファンには物足りなさを感じさせる。
その他の変更点
- タイトルの「天外魔境」の文字デザインが変更され、あだちひろしの制作ノートに描かれていたロゴに似た篆書体のものとなっている（シリーズ復活に際して『天外魔境III NAMIDA』とともに新デザインに変更された。なお、DS版やXbox 360の『天外魔境 ZIRIA〜遥かなるジパング〜』などでは従来のものに戻されている）。
- カブキ団十郎のオープニングデモにおいて「日本一の伊達男」の表記が「ジパング一の伊達男」に変更されている。
- タイトルメニューに「天外活劇写真館」が追加され、セーブされたプレイデータの中で一度見たムービーを鑑賞することができる。
- 3D化による表示範囲の縮小に伴い、フィールド上では画面左下にマップが表示される。
- 戦闘中のパーティキャラクターのパラメータ表示が簡素化され、戦闘中には見る必要性のない「段」（レベル）を表示しなくなった。
- 敵キャラクターの体力（HP）表示は「数字」以外にも「ゲージ」「非表示」を選択可能。
- 文字の表示速度が変更できない（スキップは可能）。
- 漢字のルビ表示機能が追加された。
- 振動機能に対応している。
- 一部のシーンを除き、ボタンを押すことで音声台詞をスキップできる。
- 記録（セーブ）したデータに、その時の体力（HP）と技（MP）も記録される。このためゲームを宿泊（有料回復）せずに記録(セーブ)のみにして、電源を入れなおして「つづきから」で再開し、無料で体力を回復する裏技が使えなくなっている。
- 移動中、×ボタン（PS2） / Bボタン （GC）を押している間は速度が早い「ダッシュ移動」ができる。またアナログスティックの傾度で移動速度を調節できる。ダッシュ移動の速さはPCE版の通常移動速度に近い。
- 戦闘中、L1・R1ボタン（PS2） / Lトリガーボタン・Rトリガーボタン（GC）を押し続けている間は敵の攻撃アニメーションをスキップできる。スキップ中の戦闘用SEは大半がカットされ、GC版では敵を倒した時の音のみ、PS2版では倒した音と敵の攻撃音のみが流れる。このためGC版ではスキップを多用していると戦闘中の体力が残り少なくなっても気付きにくい。
- 戦闘終了後、本来CD音源であるフィールドBGMが曲の頭から再生される（PCE版では戦闘中もフィールドBGM（CD音源に限る）がバックで進んでおり、戦闘終了後にその地点から再生される仕組みとなっている）。
- PCE版ではキャラクターのサイズがダンジョンでのみ約二倍になっていたがこれを街マップ、ダンジョンを問わずPCE版と比べて約二倍になるように統一している。
- 何も操作せずに放置しているとパーティキャラクター達がくつろぐ演出が追加されている。
- 伊賀村でカブキ団十郎が繰り返す看板の書き換えイベントの最終段階で、PCE版のように7色に輝かない地味なものになっている。
- 比叡山にある墓を調べても「酒呑童子と その妻 綾の墓」という表示がない。
- 越前の国で山に彫られた卍丸の絵を調べると表示されるテキスト表示がなくなっている。
- 馬鹿野城の城壁にある落書きが削除されている（テクスチャのメモリ制限によるものと思われる）。
- 馬鹿野城内のベーロンの台詞のテキストにおいて、PCE版では誤植であった「阪東」が「坂東」に修正されている。
- 戦災孤児の名前が変更されているほか、引き取った後に話しかけるとウインドウカラーを変更できる（孤児1人につき1パターン、計8種類）。それに伴い、メッセージも変更されている。

#### DS版
DSの機能を利用した独自要素が追加されているが、ベースとなる部分はPCE版を忠実に再現するように作られており、やや移植に近いリメイクといえる。
グラフィック
基本的にPCE版のものをそのまま再現しているが、液晶ディスプレイの解像度がPCE版の解像度よりも低いため、表示範囲が狭くなっている。またPCEとDSのドットの比率の違いにより全体的に縦に伸びている。その他には主にビジュアルシーンにおいて、PCEの処理速度を逆手に取ってタイミングをとっていた演出部分が画一的な処理速度となったことによって映像と音楽のタイミングが変わっている。また戦闘画面においてシンプルな背景画が追加され、パーティキャラクターの顔のグラフィックが表示されるようになっている。
音楽（BGM）
CD音源だった曲はほぼそのまま使用しているが、波形メモリの曲はPS2・GC版で使用されたアレンジ版と同じものになっている。圧縮音源で収録されており、なおかつ携帯機である故の容量の制約からビットレートが低いため音質はあまり良くない。
効果音（SE）
波形メモリを使用していたSEは基本的にDSの内蔵音源によってPCE版の雰囲気を再現しているが、階段の昇降時などの一部のSEがカットされているほか、鋼鉄城の離着陸や動物の鳴き声などPS2・GC版のものを流用しているものもある。
難易度、ゲームバランス
基本的にPCE版に準拠したものとなっている。ただし新たに攻撃方法が追加されたため、これを使用した場合には戦闘バランスが変化する（「タッチペンによる操作」にて後述）。
DSの機能を活用した変更点
- タッチペンによる操作
  - 画面を直接タッチすることで、移動やコマンドの選択、攻撃が行える。ボタンを使用した従来と同様の操作も可能。
  - 通常攻撃と奥義において、タッチペンの軌道で使い分ける「弱攻撃」「中攻撃」「強攻撃」の概念が追加されている（十字ボタンの上下とAボタンの組み合わせでも可能）。本来は強攻撃ほど命中率が下がるが、敵が1体の場合に命中率が100%となっている「義経斬」で使用すると攻撃力のみが強化されるため、ゲームバランスの面で若干の変化がある。
  - 特定の条件を満たしたときに画面上に決められた図形を書くことで発生する「秘奥義」が追加されている（十字ボタンによるコマンド入力とAボタンの組み合わせでも可能）。

- ダブルスクリーンによる二画面表示
  - フィールド上においてPCE版ではコマンドで呼び出していた地図が上画面に表示されている。また各地域の繋がりを示した大和地方全図に切り替えることもできる。
  - 街や村の中で、その場所の全体図が上画に面表示されている。
  - 戦闘中、PCE版では「状態」コマンドを選択して表示していたパーティキャラクターの詳細情報が上画面に表示されている。これにより「状態」コマンドが削除され、PCE版では「持物」コマンドの下層にあった「武器」と「道具」のコマンドがメインコマンドになっており、1回の手順で選択できるようになっている。
  - 買い物などをする際に所持品や装備品の一覧が上画面に表示され、持物と売り物とのデータの比較が容易になった。

その他の変更点
- 一部のシーンを除き、ボタンを押すことで音声台詞をスキップできる。
- 携帯ゲーム機としての利用シーン（音声を消したプレイなど）を考慮してか、PCE版では音声のみだった台詞にも全て字幕が表示される。
- 戦闘終了後に流れるフィールドのBGMは戦闘開始前に中断されたところから再開する（BGM全体を聴きやすいという点から、プレイ感覚としてはGC・PS2版よりもPCE版の仕様に近い）。
- PCE版ではフィールド上の移動速度が街や村の中に比べてわずかに遅く設定されていたが、DS版では街や村の速度と同じになっている。
- 鋼鉄城の移動速度が遅くなっている。
- 戦闘中、敵全体もしくはグループに効果がある術を使用した場合に敵1体ずつ個別に処理されていたエフェクトが一括処理に変更された。これにより敵全体・グループ効果の術を使用した際の待ち時間が短縮されている。
- 戦災孤児の名前が変更されている。また2人1組で構成され、片方を引き取った後でないと引取りを拒否する孤児がいる。また組を揃えると各キャラクターの「秘奥義」の図形とコマンドを教えてくれる。
- 高山祭りのデモシーンで表示されるクレジットの「カブキ団十郎」が、誤植により「カブキ団十朗」になっている。
- 「小郡村」の地図上の表記が、誤植により「小群村」になっている。

#### PBC・GA版
PCE版のプログラムデータをエミュレータによって動作させており、前述した意図的な変更点を除いてほぼ忠実に再現されている。
グラフィック
PCE版をそのまま再現しているが、PSPではワイドスクリーンにあわせて表示方法を以下の3種類から任意に切り替えることが可能になっている。
- オリジナル - PCE版をドットバイドットで表示し、画面の余白部分には壁紙が表示される。
- ズーム - 画面上下を液晶ディスプレイにあわせて拡大表示し、左右の余白には壁紙を表示。
- フルスクリーン 0 画像を画面全体引き伸ばして表示（画面比率は横長に潰れた状態）。

なお、これらの設定は他のPBC収録タイトルや、PSP向けPCエンジンのGAタイトルと共通である。
BGM（音楽）
PBC版ではPCE版の内蔵音源はそのまま再現しているが、CD音源はフェード・イン処理が施されており、鳴り始めの部分の音量が小さい（これは本ソフトに収録されたすべての作品に共通の仕様であり、ヘッドフォン等を使用した場合の音量差でショックを受けないように配慮したものと思われる）。またCD音源の曲はすべて左右のチャンネルが入れ替わってしまっている
GA版はPCE版とほとんど差違はない。
ロード（読み込み）
基本的にPCE版と同じタイミングで読み込みを行うが、読み込み時間は短縮されている。ただしPBC版ではスリープから解除した際、UMD内のトラックと同期させるため「Now Loading...」と表示されゲームが一瞬止まることがある。

#### mini版
PCE版のプログラムデータをエミュレータによって動作させているほか、CERO：D（17才以上対象）規定により収録されているため、点滅表現や一部文言、一部敵キャラクターのグラフィックを除いて忠実に再現されている。
グラフィック
PCE版をそのまま再現しているが、miniでは独自の機能により、5種類の画面設定から任意に設定できる。
- スタンダード - 4:3の比率で表示し、画面の余白部分には壁紙が表示される。
- スタンダード拡大 - 「スタンダード」の比率のまま、拡大して画面全体に表示したもの。画面の余白部分には壁紙が表示される。
- ピクセルパーフェクト - ドットバイドットで表示し、画面の余白部分には壁紙が表示される。
- ビスタ - 画像を画面全体引き伸ばして表示（画面比率は横長に潰れた状態）。
- GTモード - PCエンジンGTでの画面表示を疑似的に再現したもの。

なお、これらの設定は他のPCエンジン mini収録タイトルと共通である。
ロード（読み込み）
基本的にPCE版と同じタイミングで読み込みを行うが、読み込み時間は短縮されている。
その他の変更点
- PCエンジン miniの仕様によりソフトリセットコマンド（RUN+SELECT）の使用ができなくなっている。

## スタッフ
- 制作／総指揮：工藤裕司
- 原作：P.H.チャダ
- 企画／監修：広井王子
- 総監督：桝田省治
- 演出：岩崎啓眞
- シナリオユニット
  - 脚本／構成：桝田省治
  - 翻案：あだちひろし
  - 脚本アシスト：井沢寛、下田淳、林ゆきと、山田真木、安藤誠
- プログラムユニット
  - ビジュアル：岩崎啓真
  - システム：長谷川浩
  - バトル：藪芳昭、蝦名寿昌
  - シナリオプログラム：武田浩、室井孝子、中川拓志、安部利也、小西康雅、山本耕司、杉本悟、芳賀孝宏
- サウンドユニット
  - 音楽監督：久石譲
  - 音楽：福田裕彦
  - 音楽監修：中神紀之
  - PSGオペレート：小原肇
  - 音響監督：滝本利昭
  - サウンド編集：井上雅明
  - 効果音作成：成田修、星恵太、佐藤昭洋、谷藤真紀子
  - ADPCM：神保大介
  - 効果音選択：梶野竜太郎
- ビジュアルユニット
  - 作画監督：辻野寅次郎
  - チーフ：松田泰一
  - 美術設定：鷲田敏弥
  - メカデザイン：石津泰志
  - キャラクタワーク：明貴美加、僕久保、小高伊都可、大橋裕之
  - 原画：石倉敬一、大河原晴男、竹内敦志、下坂英男、青木康浩、吉川博明、石浜真史
  - ドットデザイン：東明彦、小林浩、遠藤勝、寺尾光夫、坪井慶美、月田文女、佐藤稔典、北郷美奈子、原康子、松野利伊子、塩坂富子、古屋哲、岩佐浩徳、緒方公平、大河原一樹、河野祐子、関口暁信、藤本佳代、武田真理、日高真一、大竹浩史
  - コンテ／作画進行：浦上進
  - 背景美術：アトリエ・ラスコー
- マップ／キャラクタユニット
  - 監督：天城秀行
  - チーフ：久保久
  - マップ／キャラクタデザイン：桑原元司、岡田寿夫、鈴木宏昭、小林功一郎、安部政晴、林田淳、岡本篤仁、古田康芳、本間弘士、打保恵次、関和義、今野幸治、大浦孝浩、佐藤善美、山口もと、佐藤裕、伊藤真希、佐々木みか、高岡史江、向井由美、佐藤太亮、土江達也、興膳有基徳、関島俊文、蟹江則宏、伊藤丈夫、丸山浩平、小林美鈴、三上由起子、金佳代子、百田亮海、西川勝久、佐々木伸
  - 進行：松浦浩司
- プロジェクト進行
  - 監督：飛田雅宏
  - チーフ：荒井弘二
  - サブ：長山豊
  - 進行：梶野竜太郎、小林正樹、広井栄二
  - プロデューサー：清水始
  - スーパーバイザー：中本伸一
  - デバッグ：若林哲也、藤井康博、太田宏之、高山奈美、小林勲、印南好司
  - SPECIAL THANKS：小山俊典、藤原茂樹、安田圭吾、岡本敏郎、浦敏治、秋元明子、高橋利幸、大草康之、大草康之、さくまあきら
  - 協力：（株）I&S、（株）青二プロダクション、アトリエ・ラスコー、（有）アプリコットプロモーション、（株）アルファ・システム、（株）ウインズ、（有）エイティワンプロデュース、（株）円企画、（株）角川メディアオフィス、カメレオンハウス、劇団21世紀FOX、賢プロダクション、（株）サム・コーポレーション、（株）スタジオぬえ、（株）スタジオBC、スタジオライブ、（株）スラップショット、（有）スワラ・プロダクション、（有）電気未来社、（有）ドリームコーポレーション、俳協、（株）100パーセント、（株）ぷろだくしょんバオバブ、（株）マイルストーン、（株）ミュウテック、（株）RED COMPANY、（株）ワンダーシティ
  - 録音スタジオ：ワンダーステーション、にっかつスタジオセンター、スタジオSAM

## 評価
PCエンジン版
- ゲーム誌『ファミコン通信』の「クロスレビュー」では9・6・9・8の合計32点（満40点）でゴールド殿堂を獲得[18][23]、レビュアーからは演出面に関して「アニメ挿入の方法論はすごい」、「演出やイベントの盛り上げかたが本当にうまい」などと称賛された他、ゲームシステムに関しては「日本製ゲームのおいしいところをほとんど採用」、「前作に比べて、各段に遊びやすくなった。操作性もいいし、ウインドーも見やすい」、「各所にユーザーフレンドリーな姿勢が見られ好感が持てる」など絶賛する声が多く挙げられた[23]。しかし、アニメを使用した演出に関しては「ゲーム展開を邪魔するといった否定意見もある」などの声も挙げられ、またゲーム進行の遅さに関しては「まどろっこしい」、「クリアーまで時間がかかるので短気な人には向かない」など否定的な意見も散見された[23]。

- その他のゲーム誌において、『月刊PCエンジン』では95・90・95・85・90の平均91点（満100点）、『PC Engine FAN』の読者投票による「ゲーム通信簿」での評価は以下の通りとなっており、27.92点（満30点）となっている[22]。また、この得点はPCエンジン全ソフトの中で1位（485本中、1993年時点）となっている[22]。

| 項目 | キャラクタ | 音楽 | 操作性 | 熱中度 | お買得度 | オリジナリティ | 総合  |
| 得点 | 4.77       | 4.70 | 4.53   | 4.79   | 4.58     | 4.55           | 27.92 |

- ゲーム本『懐かしゲーム機大百科 PCエンジン完全ガイド 1987-1999』では、CD-ROMの容量をふんだんに使用したボリュームに対して「質・量ともに申し分ない」と肯定的に評価された他、24名におよぶ声優の起用や音楽監督に久石譲を起用した点に関して「スタッフ層も厚い」と称賛した[1]。また豊富なムービーやCGによるキャラクター造形に関しては前作を正統進化させたものであると指摘、さらにゲームシステムに関してはレベル上げをしなくても工夫次第で先へと進める点に関して称賛した[1]。さらに本作が「PCエンジン最高のRPG」と言われている事に言及した上で「ハードを代表する名作ソフトの1つとして数えられている」と総括した[1]。

- 『ファミ通』1000号記念に行われた「読者が選ぶ未来に伝えたいゲーム」において、本作は27票を獲得し62位にランクインした。

ゲームキューブ版
- ゲーム誌『ファミ通』の「クロスレビュー」では合計27点（満40点）となった[19]

PlayStation 2版
- ゲーム誌『ファミ通』の「クロスレビュー」では合計27点（満40点）となった[20]

ニンテンドーDS版
- ゲーム誌『ファミ通』の「クロスレビュー」では合計29点（満40点）となった[21]

## サウンドトラック
1992年2月1日にNECアベニューからPCエンジン版、2003年10月22日にデジキューブからPlayStation 2・ゲームキューブ版のサウンドトラックがそれぞれ発売された。オープニング、エンディングなど一部の楽曲は、フルオーケストラの演奏で録音され、久石譲みずから指揮を行い収録された。

### PCエンジン版
| #   | タイトル                                   | 作詞 | 作曲・編曲 |
| --- | ------------------------------------------ | ---- | ---------- |
| 1.  | 「タイトル」                               |      |            |
| 2.  | 「オープニング(宇宙空間)」                 |      |            |
| 3.  | 「卍丸のテーマ」                           |      |            |
| 4.  | 「極楽のテーマ」                           |      |            |
| 5.  | 「カブキのテーマ」                         |      |            |
| 6.  | 「絹のテーマ」                             |      |            |
| 7.  | 「Lマップ(通常)」                          |      |            |
| 8.  | 「破滅への確実な歩み」                     |      |            |
| 9.  | 「根の進撃」                               |      |            |
| 10. | 「鋼鉄城のテーマ」                         |      |            |
| 11. | 「殺意」                                   |      |            |
| 12. | 「ボスバトル」                             |      |            |
| 13. | 「Lマップ(聖剣有り)」                      |      |            |
| 14. | 「機械獣デデベ」                           |      |            |
| 15. | 「魔獣」                                   |      |            |
| 16. | 「神への挑戦」                             |      |            |
| 17. | 「エンディング」                           |      |            |
| 18. | 「のどかな村」                             |      |            |
| 19. | 「活気あふれる城下町」                     |      |            |
| 20. | 「根の一族に殺された者たちへのレクイエム」 |      |            |
| 21. | 「盆と正月のテーマ」                       |      |            |
| 22. | 「世捨て人のテーマ」                       |      |            |
| 23. | 「桃源郷」                                 |      |            |
| 24. | 「知的静寂」                               |      |            |
| 25. | 「霊験あらたか」                           |      |            |
| 26. | 「神聖な空間」                             |      |            |
| 27. | 「激闘」                                   |      |            |
| 28. | 「死闘」                                   |      |            |
| 29. | 「果てしなき戦い」                         |      |            |
| 30. | 「静寂の中を進む」                         |      |            |
| 31. | 「闇に潜む魔物」                           |      |            |
| 32. | 「邪神崇拝」                               |      |            |
| 33. | 「生き物の腹の中へ」                       |      |            |
| 34. | 「死闘の予感」                             |      |            |
| 35. | 「悪の楽園」                               |      |            |
| 36. | 「ワタシのんきな宣教師」                   |      |            |
| 37. | 「金、それが人生」                         |      |            |
| 38. | 「ナルシストのテーマ」                     |      |            |
| 39. | 「ナルシストの剣舞」                       |      |            |
| 40. | 「大いなる馬鹿」                           |      |            |
| 41. | 「高速飛行する乗り物」                     |      |            |
| 42. | 「地上軽量級の乗り物」                     |      |            |
| 43. | 「地上中量級の乗り物」                     |      |            |
| 44. | 「地上重量級の乗り物」                     |      |            |
| 45. | 「潜水艦」                                 |      |            |
| 46. | 「間抜けな乗り物」                         |      |            |
| 47. | 「聖剣はわが手に」                         |      |            |
| 48. | 「暗黒の歴史」                             |      |            |
| 49. | 「したたかな女たち」                       |      |            |
| 50. | 「商店街」                                 |      |            |
| 51. | 「巨大な味方登場」                         |      |            |
| 52. | 「仲間の死を越えて」                       |      |            |
| 53. | 「神との別れ」                             |      |            |
| 54. | 「武装」                                   |      |            |
| 55. | 「魔物の潜む洞窟」                         |      |            |
| 56. | 「EXTRA 1」                                |      |            |
| 57. | 「EXTRA 2」                                |      |            |

- スタッフ（出典:[26]）

Track 1, 2, 3, 4, 5, 6, 7, 13, 17 Composed & Arranged by Joe Hisaishi（久石譲）
Other Composed & Arranged by Yasuhiko Fukuda（福田裕彦）
Executive Producer : Yuji Kudo （工藤裕司）(Hudson)
Producer : Hajime Shimizu （清水始）(Hudson)
Director : Noriyuki Nakagami (Denki Mirai Co. , Ltd.)
PSG Operator : Hajime Ohara (Denki Mirai Co. , Ltd.)
Joe Hisaishi Side
Recorded and Mixed by Tohru Okitsu (Wander Station), Yasuo Morimoto (Onkio Haus)
Assisted by Eiichi Tanaka (Wander Station), Masuhiro Yamazaki (Nikkatsu Studio Center)
Recorded and Mixed at Wonder Station, Nikkatsu Studio Center

## 関連作品
本作に直接関係する作品のみ。シリーズ作品とそれらの関連作品は「天外魔境」および各ゲームタイトルの記事を参照のこと。

### ゲーム
『SUPER CD-ROM2体験ソフト集』（PCエンジン SUPER CD-ROM2、1991年12月13日発売、ハドソン）
本作の発売を1991年末から翌年春に延期したため、その代替として序盤の体験版を収録して発売された。『ドラゴンスレイヤー英雄伝説』の体験版も収録されている。
『サターンボンバーマン』（セガサターン、1996年7月19日発売、ハドソン）
対戦モード「バトルゲーム」用のプレイヤーキャラクターとして卍丸、カブキ、絹、マントーが登場する（マントーのみ隠しキャラクター）。
『ドリームミックスTV ワールドファイターズ』（PlayStation 2・ゲームキューブ、2003年12月18日発売、ハドソン）
隠しキャラクターとして卍丸、隠しステージとして暗黒ランが登場する。
『天外魔境 JIPANG7』（ブラウザゲーム、Windows、2011年4月サービス開始、同年7月サービス終了、アルケミア）
本作の1000年前が舞台。NPCとして、“1000年前の火の勇者”七人が登場する。

### 攻略本
『天外魔境II 卍MARU 公式ガイドブック』（1992年5月20日発売、角川書店）
PCE版の攻略本。
『天外魔境II MANJI MARU 炎之奥義書』（2003年10月2日発売、集英社）
PS2・GC版の攻略本。
『天外魔境II MANJI MARU 公式完全攻略絵巻』（2003年12月19日発売、エンターブレイン）
PS2・GC版の攻略本。

### CD
『天外魔境II 卍MARU』（1992年2月1日発売、NECアベニュー）
PCE版のサウンドトラック。CD音源と波形メモリ音源のBGMを収録（全57曲）。ジングル全般および一部の楽曲が未収録。詳細は#サウンドトラックを参照。
『天外魔境ヒストリー・パーフェクト・グラフィティー』（1993年12月21日発売、NECアベニュー）
本作および『天外魔境 自来也おぼろ変』（OVA）、『天外魔境 風雲カブキ伝』の中からピックアップされた曲を収録。
『天外魔境II MANJI MARU オリジナル・サウンドトラック』（2003年10月22日発売、デジキューブ）
PS2・GC版のサウンドトラック（2枚組、全60曲）。初回盤にはCD EXTRA仕様によるPCE版のオープニングムービーが収録されている。

### テレビドラマ
TBS系列で1992年4月10日に「春のドラマスペシャル」として放映されたテレビドラマ『運命の逆転』は、テレビゲーム業界を舞台にしたフィクションの2時間ドラマで、劇中で主人公たちが製作しているゲームソフトが本作となっており、開発中のゲーム画面も多数使用されている。出演は中井貴一、工藤夕貴、榎木孝明、布川敏和、多岐川裕美、高橋名人ら。

### パチンコ・パチスロ
ともに三洋物産よりリリース。
CR天外魔境 卍MARU
2009年2月下旬より順次導入された。テーマ曲は「時代を駆ける」（作詞：広井王子、作曲：池毅、歌：伊倉一寿）で、このパチンコ用のオリジナル曲として製作された。テレビCMでは、「天外マカオキャンペーン」と称してマカオ旅行のプレゼントキャンペーンも行われた。
パチスロ 天外魔境 卍MARU
2009年8月上旬より順次導入。